# Münchshofen
Münchshofen ist ein Dorf mit ungefähr 800 Einwohnern im Regierungsbezirk Oberpfalz in Bayern. Es ist ein Ortsteil der Stadt Teublitz im Landkreis Schwandorf. Bis 1971 bestand Münchshofen als eigenständige Gemeinde.

## Geografische Lage
Naturräumlich liegt das ehemalige Gemeindegebiet auf der Grenze von Oberpfälzer Alb (s. a. Oberpfälzer Jura) und Oberpfälzer Bruchschollenland.

## Geschichte
Der Ort wird häufig mit dem namengebenden Fundort der jungneolithischen Münchshöfener Kultur verwechselt. Siedlungen wurden seit der Völkerwanderung (Germanische Siedlung auf dem Münchshofener Berg) bis ins Frühmittelalter (Karolingische Siedlung nordwestlich des Schlosses) nachgewiesen. 1213 sollen Mönche aus dem Schottenkloster St. Jakob in Regensburg gesiedelt haben.
Der Ortsname Münchshofen taucht 1514 in Burglengenfelder Gerichtsakten auf, als Jörg von Parsberg sen. als Inhaber der Hofmark Münchshofen genannt wird.

### Hofmark Münchshofen
Als Inhaber der geschlossenen Hofmark Münchshofen sind belegt:
- 1514–1572 Familie von Parsberg
- 1572–1583 Familie von Altmann
- 1583 Achz Freiherr von Tannberg
- 1598 Agnes von Schollay, Witwe des Herrn von Tannberg
- 1605 Friedrich von Schollay
- 1611 Familie von Münch
- 1655 Hans Ernst von Taufkirchen
- 1666 Johann Wilhelm Stettner von Grabenhof

Die Inhaber wechseln daraufhin in schneller Folge. Kontinuität kehrt erst wieder mit dem kurpfälzischen Regierungsrat Pacher zu Eggenstorff ein.
- 1753 Joseph Antonius von Pachner zu Eggenstorff[4]
- 1781 Johann Christoph Reichsfreiherr von Aretin
- 1824 Karl Kaspar Franz Emil Reichsfreiherr von Aretin

Ab 1824 wird die Hofmark als Patrimonialgericht II. Klasse geführt. 1848 werden die letzten Vorrechte der Hofmarkherren beseitigt und die Gemeinde Münchshofen wird direkt dem Landgericht Burglengenfeld unterstellt.

### Gemeinde Münchshofen
Um 1840 besteht Münchshofen aus 36 Häusern und einer Mühle. Die 200 Seelen sind der Pfarrei Wiefelsdorf zugeordnet. Knapp zehn Jahre zuvor zählte man 30 Häuser und 175 Einwohner.
In seiner Ausgabe vom 5. August 1869 informiert Der Naabthal-Bote über die Pläne der Bayerischen Regierung, die Dörfer Münchshofen mit 411 Einwohnern, Bubach an der Naab mit 364 und Wiefelsdorf mit 166 zu einer Bürgermeisterei Münchshofen zusammenzufassen.
- 1901 baut der Kreis für 64.000 Reichsmark eine eiserne Brücke über die Naab.
- 1912 wird eine Straße entlang der Naab zur Nachbargemeinde Premberg angelegt.
- 1949 errichtet die Gemeinde ein eigenes Schulgebäude.
- 1969 wird die Schule in Münchshofen aufgelöst.

Am 1. April 1971 gliedert sich die Gemeinde Münchshofen freiwillig in die Stadt Teublitz ein.

## Sehenswürdigkeiten

### Schloss Münchshofen

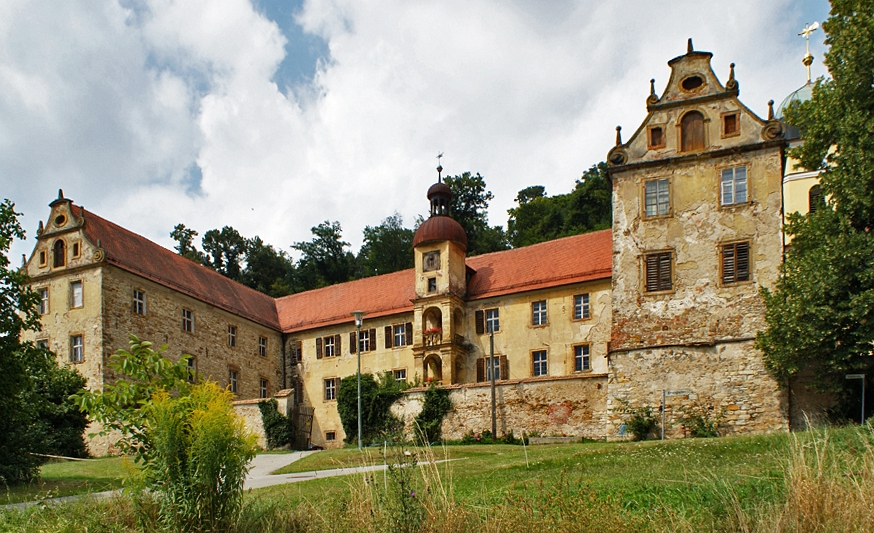
Schloss Münchshofen
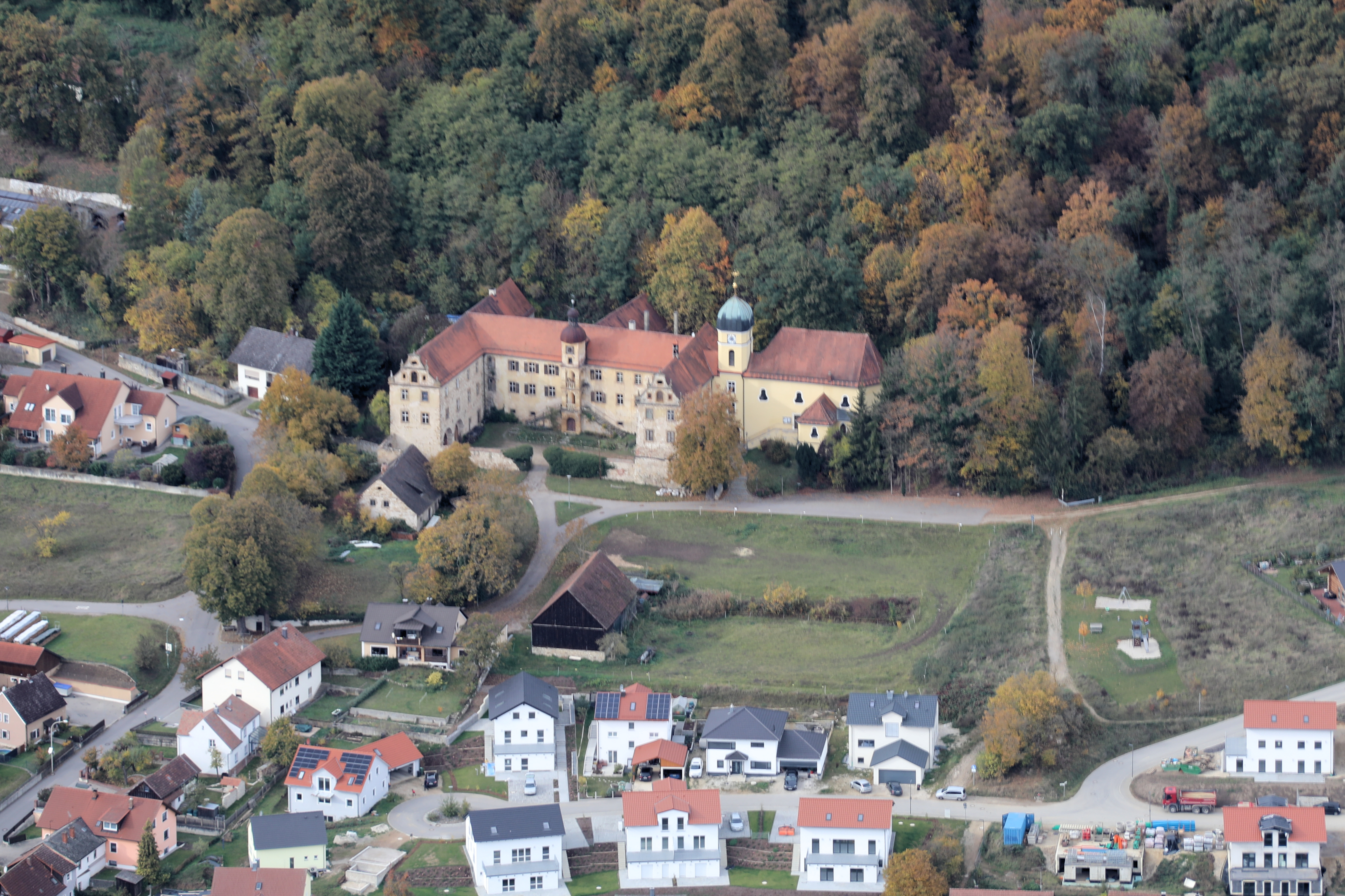
Schloss Münchshofen (2023)
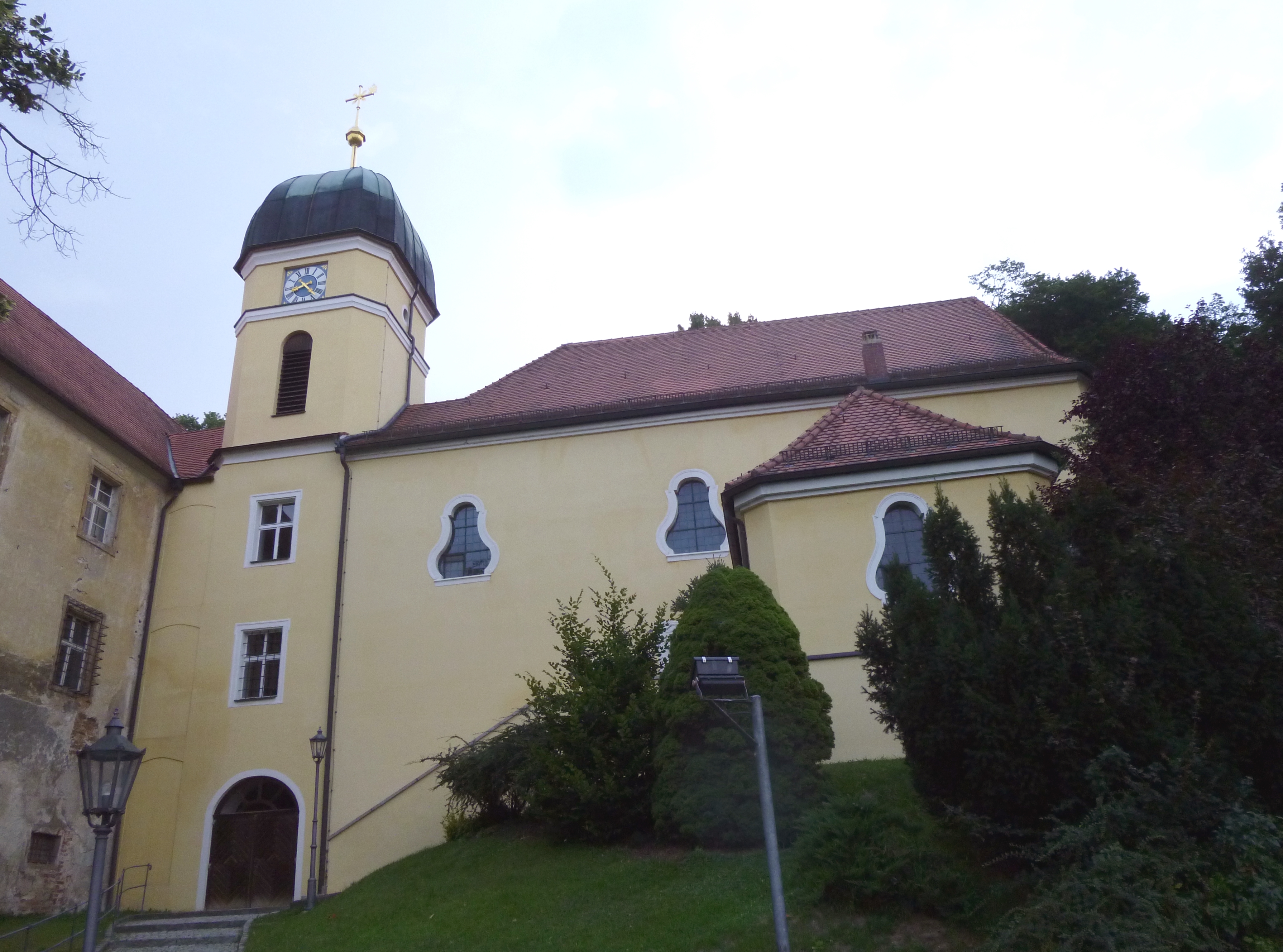
Schlosskirche Hl. Kreuz und St. Margareta
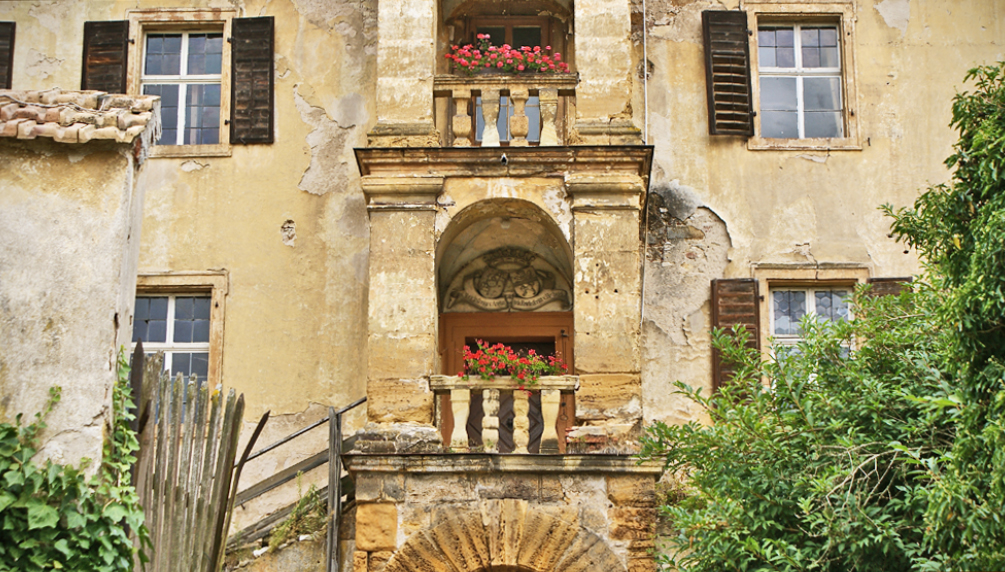
Detailaufnahme Schloss Münchshofen
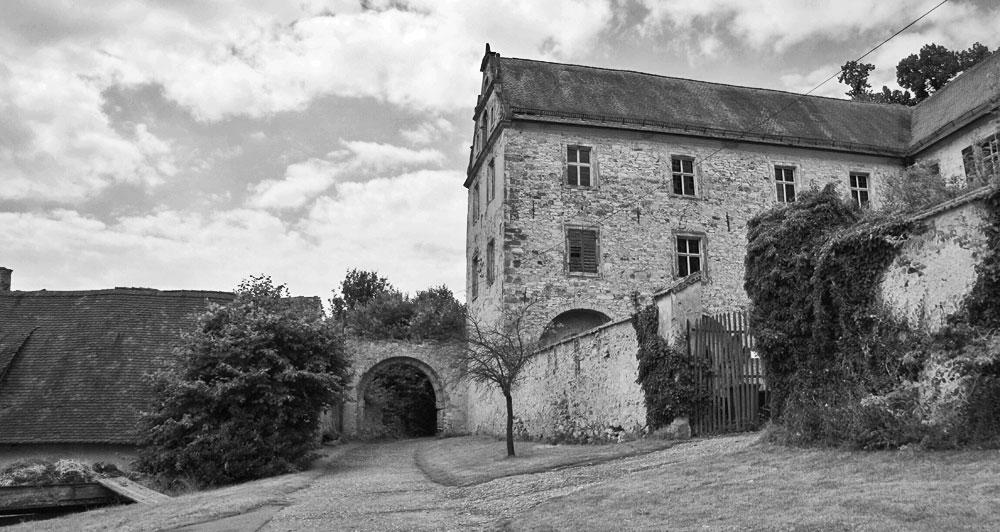
Westflügel mit Tor zum ehemaligen Ökonomiehof
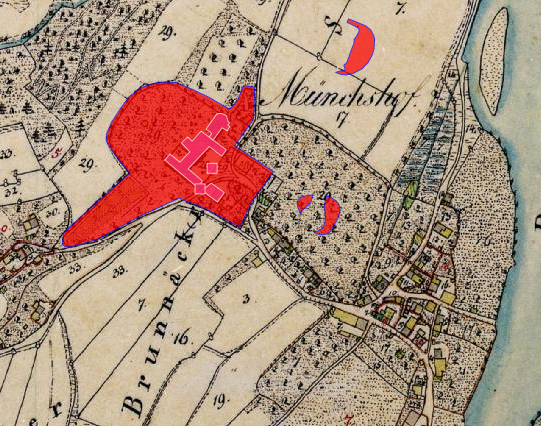
Lageplan von Schloss Münchshofen auf dem Urkataster von Bayern

Das Schloss Münchshofen gehört in der Oberpfalz zu den seltenen Denkmälern, die vollständig dem Stil der Renaissance folgen. Die Obelisken und Voluten wurden erst zu späterer Zeit hinzugefügt. Die Anlage formt zur Naab einen an drei Seiten geschlossenen Hof. Im Grundriss ist sie neunachsig. Auf der rückwärtigen Seite befindet sich ein kleinerer, dreiseitiger Arkadenhof. Der hier steil ansteigende Münchshofener Berg ist hier zweistöckig mit einer Stützmauer versehen. Im Zentrum der Anlage steht der Uhrenturm mit der zweiläufigen Freitreppe. Das Schloss ist direkt mit der ehemaligen Schlosskapelle verbunden. Erhalten ist eine Tordurchfahrt zum Ökonomiehof, Reste der Umfassungsmauer und ein gemauerter Stadel. Die Anlage wird als Bodendenkmal unter der Aktennummer D-3-6738-0168 im Bayernatlas als „archäologische Befunde im Bereich des Schlosses sowie der Kath. Filialkirche und ehem. Schlosskapelle Hl. Kreuz und Hl. Margareta in Münchshofen, darunter die Spuren von Vorgängerbauten bzw. älterer Bauphasen“ geführt. Ebenso ist sie unter der Aktennummer D-3-76-170-4  als denkmalgeschütztes Baudenkmal von Münchshofen verzeichnet.
Schloss Münchshofen hatte mindestens einen mittelalterlichen Vorgängerbau, von dem zumindest ein Turm noch im 18. Jahrhundert bestanden hat, wie eine zeitgenössische Ansicht zeigt. In einem Türgewände des Westflügels wurde die Jahreszahl 1597 eingemeißelt. Nach Beschädigungen im Dreißigjährigen Krieg erfolgte in der zweiten Hälfte des 17. Jahrhunderts ein Umbau.
1868 wurde Julie Anna Reichsfreiin von Aretin Erbin auf Schloss Münchshofen und verehelichte sich mit Reichsgraf von Armansperg. 1910 erwarb Freiherr Alexander von Moreau, königlich-bayerischer Kämmerer und Regierungsrat in Bad Kissingen, für 120000 Mark das Schloss mit allem Inventar und dem Grundbesitz. Nachfolger wurde 1925 Maximilian Freiherr von Moreau († 15. September 1980) in Erbengemeinschaft mit seiner Schwester Eugenie von Moreau. Er heiratete 1943 Margarethe Freiin von Ketteler in Strömede. Aus der Ehe gingen drei Kinder hervor: Huberta Freiin von Moreau, Alexandra Freiin von Moreau und Antonius Freiherr von Moreau, der jetzige Besitzer. Das Schloss ist in Privatbesitz und kann nur von außen besichtigt werden. Ein Versteigerungstermin am 27. September 2011 verlief erfolglos. Das Schloss Münchshofen ist vom Verfall bedroht.

### Filialkirche Hl. Kreuz und St. Margaretha

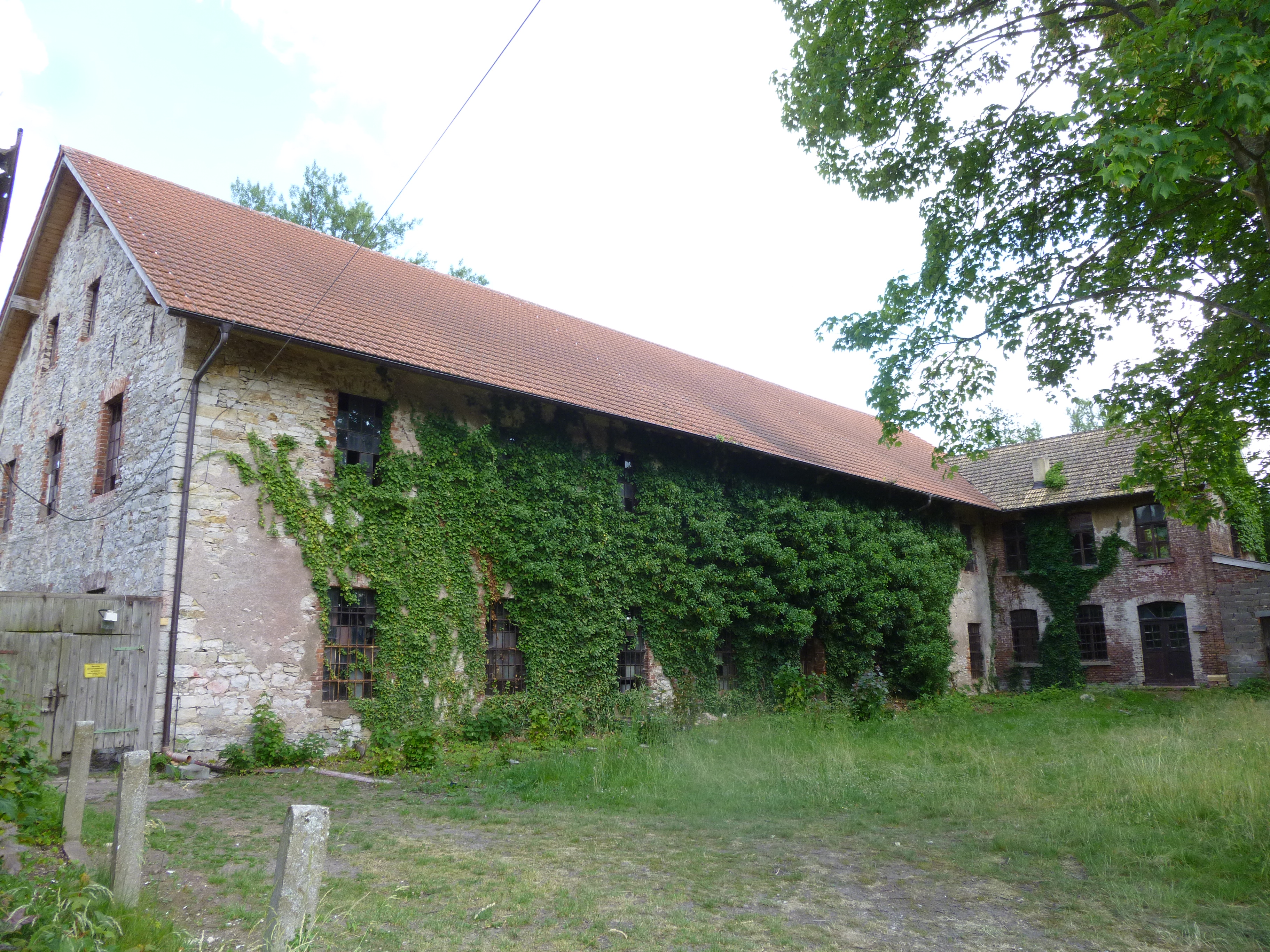
Alte Schleif zu Münchshofen

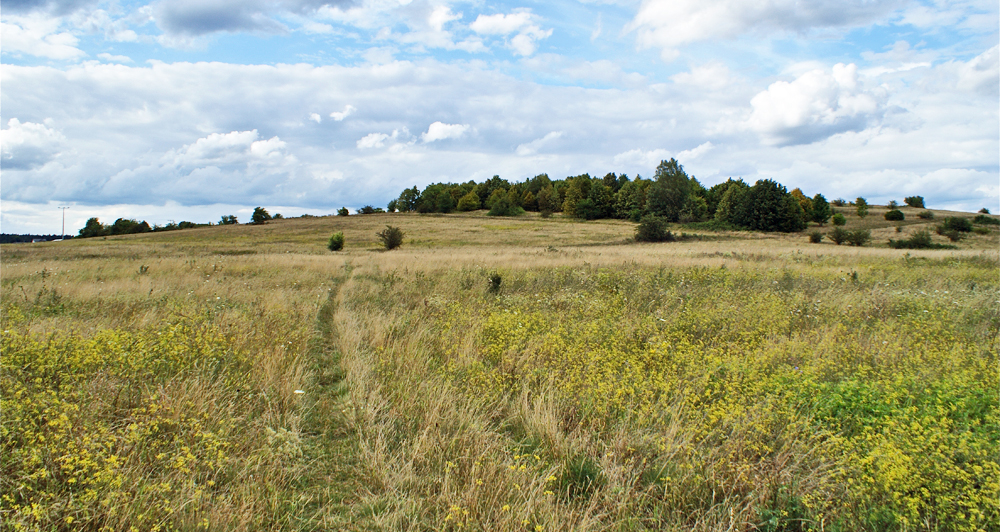
Juralandschaft Münchshofener Berg

Die ehemalige Schlosskapelle wurde 1772 fertiggestellt. Sie wird heute als Filialkirche genutzt und ist nur zu Gottesdiensten geöffnet. Bei der Kapelle handelt es sich um einen einfachen Bau im Stil des Barock. Der Saalbau hat eine flache Decke mit Stuck. Das Epitaph des Kirchenstifters Joseph Antonius von Pachner zu Eggenstorff ist erhalten. Zur Ausstattung der Kapelle gehörte ursprünglich das Werk Ecce homo, das der Schule Lukas Cranachs des Älteren zugerechnet wird. Es befindet sich als Dauerleihgabe im Historischen Museum zu Regensburg.

### Glasschleif- und -Polierwerk Münchshofen
Die Glasschleife wurde 1890 in dem ehemaligen Hammerwerk Münchshofen und der anschließend hier errichteten Ölmühle, es wurde hier Leinöl erzeugt, von Gustav Zuber, dem Besitzer der Glasschleife von Loisnitz, errichtet. Es wurde hier ein Neubau eines Schleif- und Polierwerkes und eines Poliermeistergebäudes mit Stallung, Schleiferwohnung, Stadl und Sandhütte, Wasch- und Backhaus, Schweineställe, Gärtchen und Hof erstellt. Zwei Jahre später wurde der Betrieb um zwei Radstuben und eine „Gypshütte“ erweitert. 1897 ist als Besitzer die Spiegel-AG in Neustadt an der Waldnaab eingetragen, dieser folgt 1911 die Firma Schrenck, ebenfalls Neustadt an der Waldnaab, 1928 die Familie Siegl von Schönau-Jägerleithen und 1934 Franz und Karl Ring von der Frankenschleife.
Die Glasschleife zu Münchshofen bezog das hier verarbeitet Gussglas von Böhmen. Das Ziehglas wurde mit Fuhrwerken auf die Schleif gebracht. Es befanden sich im Unter- und Obergeschoss 80 Schleifblöcke. Gegen Ende der Betriebszeit waren hier nur mehr der Besitzer Siegl mit seinen fünf Söhnen beschäftigt, 1939 waren hier drei Personen und nach dem Zweiten Weltkrieg noch sechs Personen tätig. 1953 wurde der Produktionsbetrieb eingestellt und ein E-Werk errichtet. Das ehemalige Glasschleif- und -polierwerk ist das Einzige am ursprünglichen Ort vollständig erhaltenes Glaspolierwerk der Oberpfalz; es kann im Rahmen musealer Führungen besichtigt werden.

### Weitere Sehenswürdigkeiten
- Münchshofener Berg mit Brunnberg, Landschaftsschutzgebiet mit einer Fläche von 343,7 Hektar.

## Traditionsvereine
- Freiwillige Feuerwehr Münchshofen, gegründet 1872
- Burschenverein Morgenrot Münchshofen, gegründet 1918

## Persönlichkeiten
- Anton Beer (* 23. September 1927 in Münchshofen; † 15. Juli 2010 in Kallmünz), ehemaliger Pfarrer der Gemeinde Pilsting und Ehrenbürger von Pilsting
- Oskar Duschinger (* 1959), Pädagoge, Autor, Biograf und Heimatforscher